# Energiebeheer
Energiebeheer is een manier om energiegebruik en -kosten te beheersen van bijvoorbeeld verwarming of elektriciteit in een huis of kantoor, door te isoleren of energieslurpers te verwijderen. Ook is het een functie van elektrische apparaten waarmee energie kan worden bespaard door bepaalde functies of onderdelen van het apparaat te verminderen of uit te schakelen.

## Elektrische apparatuur
De functie is met name terug te vinden in kopieerapparaten, computers, processors en randapparatuur zoals beeldschermen en printers, maar ook in televisies, (draadloze) geluidsapparatuur, vaatwassers, wasmachines en cv-ketels. Zo kunnen onderdelen van het apparaat uitgeschakeld worden wanneer deze na korte of langere tijd niet meer gebruikt worden. De functie kan ook bekend staan als de Eco-stand op een apparaat.
Energiebeheer kan zorgen voor enkele voordelen, zoals het verminderen van het energieverbruik, geluid en kosten van het apparaat, en het verlengen van de batterijduur, bijvoorbeeld bij een laptop. Nadelen kunnen zijn dat het langer duurt voordat een apparaat weer reageert of dat het apparaat minder presteert of langzamer werkt om de batterij te ontzien.
Enkele stroombesparingstechnieken voor computers zijn bekend onder handelsnamen als SpeedStep, PowerNow! en Cool'n'Quiet.